# Santuario della Madonna della Neve (Bordolano)
Il santuario della Madonna della Neve è un antico luogo di culto mariano situato a Bordolano, in provincia e diocesi di Cremona; fa parte della zona pastorale 2

## Collocazione
Il santuario si trova ai margini della strada comunale che collega Bordolano a Castelvisconti presso un cascinale.

## Vicende storiche e costruttive
Le origini del santuario sono totalmente incerte: era certamente esistente nel 1601 quando la chiesa ricevette la visita del vescovo di Cremona monsignor Cesare Speciano che lo trovò in condizioni precarie, sintomo quindi di una certa antichità.
Secondo la tradizione la chiesa sarebbe da ricondursi ad un'immagine venerata su un muro di Castelmurato, poi sostituita da un edificio.
La chiesa attuale è dovuta ad un ampio restauro seicentesco che ne rifece il soffitto a cassettoni e dotò l'edificio di piccola cupola sopra il presbiterio. Al 1672 risale il campanile. Ulteriori restauri furono eseguiti nel 1807, anche per rimediare ai guasti del terremoto di Soncino del 1802.
Il 4 marzo 1979  i ciclisti locali eressero la Madonna della Neve a loro protettrice: l'evento avvenne con una solenne cerimonia alla presenza del vescovo di Cremona monsignor Fiorino Tagliaferri che benedisse anche un'apposita targa.

## Caratteristiche
La facciata è a capanna e scandita da quattro lesene. Sopra il semplice rosone è collocata l'immagine a mosaico della Madonna, opera recente di Giovanni Misani.
L'interno è ad aula unica, ma il presbiterio si allunga lateralmente dando alla costruzione una pianta a forma di “T”. Poco rimane dell'apparato decorativo settecentesco, salvo il paliotto d'altare in marmo a scagliola con decori geometrici. È sovrastato dalla venerata immagine lignea che raffigura la Madonna col Bambino, proveniente da una chiesa soppressa di Bordolano, la chiesa dell'Annunciata. Accanto ai numerosi ex voto emergono, in un angolo, targhe e gagliardetti di club ciclistici locali.

## Galleria d'immagini

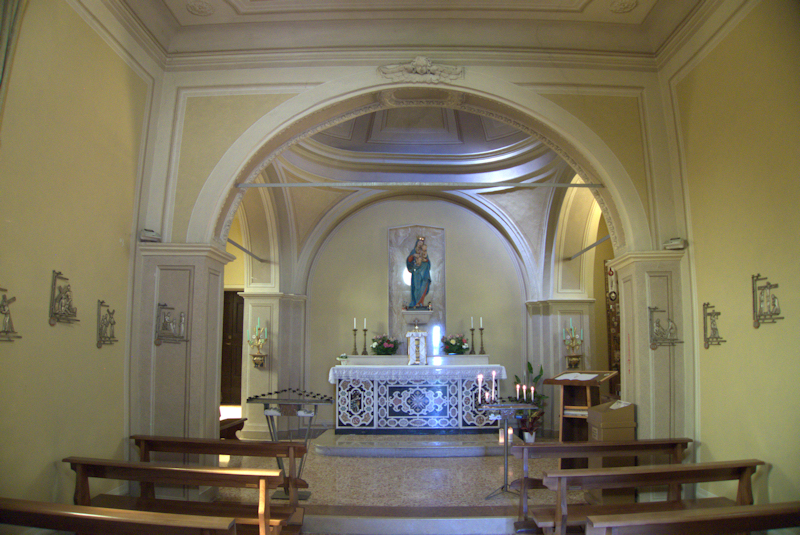
L'interno
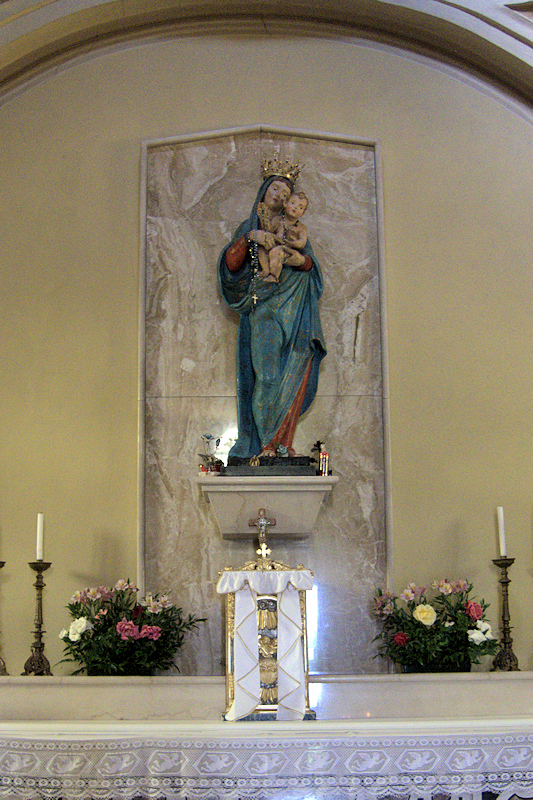
Statua lignea della Madonna
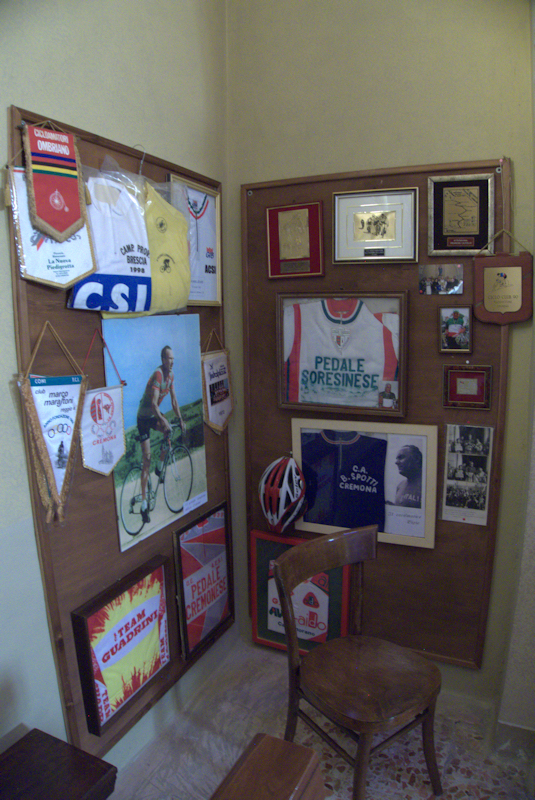
Targhe e gagliardetti di club ciclistici locali